# ARD (radiodifuzno preduzeće)
ARD (puno ime: Arbeitsgemeinschaft der öffentlich-rechtlichen Rundfunkanstalten der Bundesrepublik Deutschland, pronunciation (pomoć·info) – Radna grupa javnih emitera Savezne Republike Nemačke) je zajednička organizacija nemačkih regionalnih javnih radiodifuznih servisa. Osnovana je 1950. godine u Zapadnoj Nemačkoj kako bi zastupala zajedničke interese novih, decentralizovanih, posleratnih radiodifuznih servisa - posebno uvođenje zajedničke televizijske mreže.
ARD ima budžet od 6,9 milijardi evra i 22,612 zaposlenih. Budžet pre svega dolazi od naknade za licencu koju svako domaćinstvo, preduzeće i javna institucija po zakonu mora da plaća. Za obično domaćinstvo naknada trenutno iznosi €17,50 mesečno. Domaćinstva koja žive od socijalne pomoći izuzeta su od naknade. Naknade ne prikuplja direktno ARD, već Bajtragservis (ranije poznat kao Gebuhrenajnzugszentral GEZ), zajednička organizacija emitera članova ARD-a, druge javne TV kuće ZDF, i Dojčlandradio.
ARD održava i upravlja nacionalnom televizijskom mrežom pod nazivom Das Erste („Prva”) da bi je razlikovala od ZDF, zvane „das Cvajt” („Druga”), koja je započela 1963. godine, kao zasebna javna TV stanica. Mreža ARD počela je sa emitovanjem 31. oktobra 1954. godine pod imenom Deutsches Fernsehen („Nemačka televizija”), postajući Erstes Deutsches Fernsehen („Prva nemačka televizija”) sa korporativnim redizajnom 1984. Ona je poprimila svoj trenutni kratki naziv (Das Erste) 1994. godine. ARD-ovi programi se emituju preko sopstvene terenske televizijske mreže, kao i na naplatnoj televiziji.
ARD takođe proizvodi dva besplatna kanala (Jedan i Tagesšau24) i učestvuje u produkciji Finiksa (trenutni događaji, vesti i dokumentarni filmovi), KiKa (orijentisan prema deci), 3sat (kulturno-orijentisan), arte (francusko-nemački kulturni program) i Funk (tinejdžerski orijentisan, samo onlajn).
ARD-ove programe proizvode njegovi regionalni članovi (pogledajte takođe Institucije i organizacije članice) (Bajerišer Rundfunk (BR), Hesišer Rundfunk (HR), Miteldojčer Rundfunk (MDR), Nordojčer Rundfunk (NDR), Radio Bremen, Rundfunk Berlin–Brandenburg (RBB ), Serlandišer Rundfunk (SR), Sidvestrundfunk (SVR) i Vestdojčer Rundfunk (VDR)), koji rade sa 54 regionalne i lokalne radio stanice i sedam regionalnih TV mreža, od kojih neke imaju mogućnost odjave tokom dana. Dojče Vele, nemačka međunarodna televizija, takođe je član ARD-a.

## Istorija

### Ime
- 'Konzorcijum' („Radna grupa”) – javnopravnih radiodifuznih institucija‡ – Savezne Republike Nemačke

‡ustanove javnog emitovanja podrazumevaju emitere koji nisu u privatnom vlasništvu i nisu vladini radio ili TV. ARD nije ni u čijem vlasništvu, pogotovo ne države „Nemačke” (što znači da nije pod kontrolom vlade/savezne države). Članovi ARD-a poput BR (Bayerischer Rundfunk) takođe nisu u vlasništvu njihove zemlje (države i njene vlade, ovde Bavarske). Usled Rundfunkfreiheit (slobode emitovanja) oni imaju neovisan položaj (unutar zakonskog okvira).

### 1940-te i 1950-te
Pobednički saveznici Drugog svetskog rata utvrdili su da nemački radio nakon Drugog svetskog rata neće emitovati istu propagandu kao predratni Reichs-Rundfunk-Gesellschaft („Rajhova radiodifuzna kompanija”). Federalna struktura, odricanje od državnog uticaja i izbegavanje ekonomske zavisnosti su bili ključni za radio i TV institucije po javnom pravu (javne radio i televizijske organizacije). Pravna forma novog entiteta bila je Anstalt des öffentlichen Rechts („Institucija pod javnim pravom”), nevladina i neprofitna organizacija sa sopstvenom administracijom pod kontrolom dve komisije, Rundfunkrat (Savet za radiodifuziju, odgovoran za programski sadržaj ) i Verwaltungsrat (administrativno veće, odgovorno za upravljanje i infrastrukturu), u kojima su bile predstavljene različite zainteresovane strane iz nemačkog javnog života.
Osnivački članovi ARD-a bili su Nordvestdojčer Rundfunk (NWDR), stanica za bivšu britansku zonu, Sidvestfunk (SWF), stanica u francuskoj zoni i četiri stanice koje se nalaze u bivšem američkom sektoru - Bajerišer Rundfunk (BR), Sudeučer Rundfunk (SDR), Hesišer Rundfunk (HR) i Radio Bremen (RB). Novi entitet finansiran je obaveznom naknadom koju je plaćalo svako nemačko domaćinstvo sa najmanje jednim radio prijemnikom. Svaka stanica je primala novac prikupljen u svojoj državi. Veći članovi ARD-a su u izvesnoj meri subvencionisali manje.
Godine 1947. američki vojni guverner Lucije D. Klej proglasio je raznolikost javnog mnjenja kao glavni cilj posleratne medijske politike. Pojedinci svrstani u posleratne savezničke snage u svojim sektorima Nemačke imali su lokalni uticaj na lokalne regionalne emitere. NDR navodi uticaj Hju Grina na rane godine njihovog organizovanja.
Nakon stvaranja pojedinačnih radiodifuznih agencija za većinu nemačkih saveznih država, ovi principi su dalje konsolidovani zakonima o emitovanju država, odlukama Saveznog ustavnog suda (Bundesverfassungsgericht) i državnim ugovorima između država. Članovi ARD-a su (barem nominalno) oslobođeni vladinog uticaja i oslanjaju se samo malim delom na svoj prihod od oglašavanja (1995: deset procenata). Oni se uglavnom finansiraju iz naknada za licencu vlasnika radija i TV-a, koje se određuju kroz složeni politički proces. Cilj korporacija ARD nije samo informisanje i zabava, već i podsticanje integracije različitih delova društva i omogućavanje manjinama da učestvuju u programiranju.
Pedesetih godina 20. veka ARD radio usluge postale su glavni faktor sistema masovnih medija u Zapadnoj Nemačkoj. Već 1952. radio stanice ARD-a imale su deset miliona slušalaca. Međutim, radio stanice su funkcionisale na regionalnom nivou, i tek je razvoj televizijskog sistema omogućio ARD-u da se uspostavi širom zemlje. Emitovanje TV servisa širom zemlje bio je cilj ARD-a od samog početka, a zeleno svetlo za to dato je krajem 1952. Iste godine ARD je primljen kao punopravni aktivni član Evropske radiodifuzne unije i „Nemačke zvučne arhive”, sada Nemačka radiodifuziona arhiva (DRA, Deutsches Rundfunkarchiv), osnovana je kao zajednička instalacija ARD-a.
Godine 1955, osnivački član NWDR („Nordvestdojčer Rundfunk”, „Severozapadno nemačko emitovanje”) podelio se na današnji NDR i WDR. Godinu pre toga (1954) manji SFB je odvojen. Prve dnevne vesti, Tagesšau, emitovane su iz Hamburga 1952. godine. Čuveni zvuk i najava „Hier ist das Erste Deutsche Fernsehen mit der Tagesschau” („Ovo je prvi nemački televizijski kanal sa Tagesšau”) i danas ostaje obeležje ARD-a. Emisija privlači u proseku 8 miliona gledalaca.

### 1960-te – 1980-te
Nakon započinjanja sa programom od samo dva sata po večeri, televizija je postala sve raširenija u Nemačkoj šezdesetih godina. Emisije u boji uvedene su 1967. godine. Bez konkurencije privatnih emitera (osim frankofonske Europe 1 i višejezičnih radio programa RTL (Radio-televizija Luksemburg)), stanice ARD postigle su značajan napredak, i vremoenom postale moderni i ugledni emiteri. ZDF (Zweites Deutsches Fernsehen, Druga nemačka televizija), druga javna televizijska kuća sa centralizovanom nacionalnom organizacionom strukturom, započela je sa programom 1963. godine. ARD u Nemačkoj neje imao privatnu konkurenciju do 1984. ARD stanice takođe su bile značajna snaga u nemačkoj politici; takvi istraživački novinski časopisi, kao što su Monitor i Panorama i dalje dosežu milione gledalaca svake nedelje. Pokret za zaštitu životne sredine povećao se tokom 1980-ih, uglavnom kao rezultat medijskog pokrića ARD-a.
Kada su privatni/komercijalni emiteri na nemačkom jeziku omogućeni u Nemačkoj saveznim zakonom sredinom 1980-ih, televizija ARD napravila je suptilne promene, donekle se prilagodivši tako što je proizvodila programe orijentisane na širu publiku za svoje nacionalne mreže, a mnogi kulturni programi i vesti premešteni su na regionalne mreže i na novostvorene nišne kanale.

## Kritika

### Naplata „državne televizije”
Nakon što je ARD povukao materijal koji kritikuje turskog predsednika Redžepa Tajipa Erdogana, časopis Špigel uporedio je ovo ponašanje sa Politbiroom Komunističke partije Sovjetskog Saveza. „Jedino što zabrinjava delegate u nadzornim telima viđeno je kao pitanje da li se prema grupi koju predstavljaju postupa s poštovanjem.” Da bi se rešili „iritirajućeg imidža državnog radija“, Špigel preporučuje da bi zasigurno bilo korisno da se ARD drži dalje od vlade: „... zaista je teško pronaći ljude među odgovornima za političko izveštavanje koji ne smatraju Angelu Merkel sasvim divnom i koji bi želeli to da podele sa publikom svakog dana.”

### Priručnik za kadriranje
Klaudija Švarc iz žurnala Neue Zürcher Zeitung izvestila je u februaru 2019. da je ARD želeo da publiku oživi moralnošću. Interni priručnik „Berklijskog internacionalnog optužnog instituta” korišćen je kako bi gledaoci ARD-a svoje preplate smatrali u manjoj meri obaveznim doprinosom, i više nekom vrstom dobrotvorne donacije. Klaudija Švarc je prokomentarisala: „Samopohvala u najboljoj tradiciji izražavanja državnog radija jedan - da ta reč već neko vreme nije bila zabranjena”.

## Literatura
- ARD: ARD Jahrbuch 2005. Hans-Bredow-Institut, 2005  3-8329-1730-6 („Online Excerpts”. Архивирано из оригинала 02. 09. 2006. г. Приступљено 29. 10. 2020., in German)
- „22.3.1935: Erstes Fernsehprogramm der Welt”. Deutsche Welle. Приступљено 27. 7. 2015.
- „Digital Single Market” (PDF). Digital Single Market. European Commission.
- „Staat & Gesellschaft - Ausstattung mit Gebrauchsgütern - Ausstattung privater Haushalte mit Unterhaltungselektronik - Deutschland - Statistisches Bundesamt (Destatis)”. www.destatis.de. Приступљено 2016-11-18.
- „Satellitenfernsehen in Deutschland”. kabelfernsehen-kabelanschluss.de. Приступљено 2016-04-05.
- „Hollywood dubbing: The German Bruce Willis and other invisible stars”. BBC. 21. 2. 2013. Приступљено 14. 4. 2015.
- „RTL war 2019 größter Gewinner, Kabel Eins überholt RTLzwei”. dwdl.de. Приступљено 2020-01-16.

## Spoljašnje veze
- Zvanični veb-sajt